# Тищенко Іван Володимирович
Тищенко Іван Володимирович — (нар. 20 вересня 2000 р., в м. Черкаси, Черкаська обл, Україна) — український професійний спортсмен з академічного веслування, перший в історії академічного веслування України чемпіон юнацьких Олімпійських ігор у  класі човна (одиночка парна). Чемпіон України з академічного веслування серед юніонірів[джерело?].
Учасник міжнародних змагань[джерело?]: 
- Чемпіонат Європи (Литва, Тракай, 2016 р.) у класі човна (двійка парна)  2× (13 місце);
- Чемпіонат Європи (Німеччина, Крефельд, 2017 р.) у класі човна (четвірка парна) 4× (6 місце);
- Чемпіонат Світу (Литва, Тракай, 2017 р.) у класі човна (четвірка парна) 4× (13 місце);
- Чемпіонат Європи (Франція, Гравлин) у класі човна (четвірка парна) 4× (9 місце);
- Чемпіонат Світу (Чехія, Рачіце) у класі (двійка парна) 2× (22 місце).

Нагороди:
- Молоде обдарування Черкащини (2017 р.)[2]
- Кращий спортсмен Черкащини з олімпійських видів спорту (2018 р.)[3][4]
- Переможець номінації «Найкращий спортсмен України до 18 років» (з академічного веслування) 2018 р.[джерело?]